# 657
657 (DCLVII) je bilo navadno leto, ki se je po julijanskem koledarju začelo na nedeljo.

## Dogodki
- 1. januar

## Rojstva
- Ansprand, langobardski kralj († 712)

## Smrti
- 31. oktober - Klodvik II., frankovski kralj Nevstrije in Burgundije (* 635)
- Grimoald I., majordom Avstrazije († 615)